# Eurhinus magnificus
Eurhinus magnificus, também conhecido pelo nome comum de gorgulho-joia, é uma espécie do gênero Eurhinus. A espécie foi originalmente descrita por Leonard Gyllenhaal em 1836.

## Descrição
Eurhinus magnificus são gorgulhos de cores brilhantes. Os adultos têm aproximadamente 5-6 mm de comprimento e 3-4 mm de largura. Sua planta hospedeira é a Cissus verticillata, da família Vitaceae.

## Extensão
As primeiras descrições de 1909 indicavam que Eurhinus magnificus não se estendia além sul da Nicarágua, no entanto, observações agregadas no GBIF sugerem que a espécie se moveu mais ao sul em direção ao Panamá.  De acordo com os mesmos registros, a espécie também foi observada na Flórida. A espécie pode ter sido introduzida na Flórida por meio de carregamentos de banana da Costa Rica.